# Max Hussarek von Heinlein
Max Hussarek (von) Heinlein, din 1917 până în 1919 Baron Hussarek von Heinlein, (n. 3 mai 1865, Pozsony, Imperiul Austriac – d. 6 martie 1935, Viena, Statul Federal al Austriei) a fost un politician creștin-social în jumătatea austriacă a Austro-Ungariei. În perioada de sfârșit a Dublei Monarhii, în 1918, a fost vreme de trei luni (penultimul) ministru-prezident al împăratului Carol I (Cabinetul Hussarek).